# Sergey Turyshev
Sergey Turyshev (en russe : Сергей Анатольевич Турышев, Sergueï Anatolievitch Tourychev), né le 23 juin 1985 à Kamen-Rybolov dans le kraï du Primorié, est un fondeur russe qui a commencé sa carrière en 2004.

## Biographie
Sergey Turyshev connait ses premières récompenses internationales lors de l'Universiade d'hiver de 2009, avec deux titres (relais et poursuite 15 km) et une médaille d'argent (10 km libre).
Sa première expérience dans la Coupe du monde est le Tour de ski 2009-2010. Deux semaines après ce Tour, il se classe neuvième d'une poursuite trente kilomètres à Rybinsk. Parmi ses principaux résultats, se trouve sa 14e place finale au Tour de ski 2011-2012 et sa cinquième place au 50 km d'Holmenkollen en 2016.

## Palmarès

### Championnats du monde
| Épreuve / Édition   | Sprint | Sprint                           | 15 km                            | 15 km     | Poursuite 2 × 15 km | 50 km | Relais | Relais    |
| Épreuve / Édition   | libre  | classique                        | libre                            | classique | Poursuite 2 × 15 km | 50 km | Sprint | 4 × 10 km |
| Mondiaux 2017 Lahti | —      | Épreuve inexistante à cette date | Épreuve inexistante à cette date | 20e       | —                   | —     | —      | —         |

Légende :
- : pas d'épreuve
- — : Non disputée par Sergey Turyshev

### Coupe du monde
- Meilleur classement général : 25e en 2016.
- Meilleur résultat individuel : 5e.

#### Différents classements en Coupe du monde
| Année     | Classement général final | Classement distance | Classement sprint |
| 2009-2010 | 83e                      | 64e                 | 109e              |
| 2010-2011 | 78e                      | 57e                 |                   |
| 2011-2012 | 27e                      | 19e                 | 87e               |
| 2012-2013 | 47e                      | 40e                 |                   |
| 2013-2014 | 64e                      | 43e                 | 70e               |
| 2014-2015 | 41e                      | 37e                 | 81e               |
| 2015-2016 | 25e                      | 21e                 | 59e               |
| 2016-2017 | 73e                      | 46e                 |                   |

### Universiade
- Yabuli 2009 : 
  - Médaille d'or en poursuite 15 km.
  - Médaille d'or en relais.
  - Médaille d'argent 10 km libre.

### Championnats de Russie
- Champion du 10 km libre en 2011.